# Ostreville
Ostreville é uma comuna francesa na região administrativa de Altos da França, no departamento de Pas-de-Calais. Estende-se por uma área de 3,88 km². Em 2010 a comuna tinha 228 habitantes (densidade: 58,8 hab./km²).